# José Azevedo
José Bento Azevedo Carvalho (Vila do Conde, 19 september 1973) is een Portugees voormalig wielrenner. Na zijn carrière als wielrenner was hij onder meer ploegleider en algemeen manager van verschillende ploegen.

## Biografie
Azevedo werd prof in 1994 bij Recer-Boavista, een klein Portugees team. Na enkele jaren vooral in Portugal te hebben gereden, met een etappe in de Ronde van Portugal van 1997 als beste resultaat, won hij in 2000 etappes in de Ronde van Asturië en de Ronde van de Algarve. Dat was ook Manolo Saiz niet ontgaan, die Azevedo voor het volgende seizoen een contract bij ONCE aanbood. Zoals veel van zijn ploeggenoten was Azevedo, naast een behoorlijke klimmer, vooral een goed tijdrijder. In die discipline werd hij in dat jaar ook Portugees kampioen. Veel overwinningen behaalde Azevedo niet in zijn drie jaar bij ONCE (een rit in de Ronde van Duitsland van 2003 mag genoemd worden), maar hij behaalde wel vele ereplaatsen. Zo werd hij tweede in diezelfde Ronde van Duitsland, vijfde in de Waalse Pijl en Parijs-Nice, achtste in de Ronde van het Baskenland en vooral zesde in de Ronde van Frankrijk van 2002.
In 2004 trad Azevedo in dienst van Lance Armstrong, eerst bij US Postal, daarna bij Discovery Channel. Naast een negende plaats in de Tour de Languedoc-Roussillon en een tiende plaats in Parijs-Nice, wist hij zijn knechtwerk voor Armstrong te belonen met een vijfde plaats in de Ronde van Frankrijk van 2004. In 2007 stapte hij over naar het kleinere Benfica, een professionele continentale wielerploeg. In 2008 beëindigde hij daar zijn professionele wielercarrière.
Na zijn carrière werd Azevedo ploegleider voor Team RadioShack. Na drie jaar stapte hij over naar Katjoesja, waar hij tussen 2017 en 2019 algemeen manager was. In 2020 en 2021 bekleedde hij de functie als ploegleider bij DELKO. Azevedo richtte de wielerploeg Efapel Cycling op in 2022.

## Belangrijkste overwinningen
1996
GP Internacional Costa Azul
 Portugees kampioen tijdrijden, elite
1997
 Portugees kampioen tijdrijden, elite
11e etappe Ronde van Portugal
1998
3e en 5e etappe GP de Ciclismo de Torres Vedras
Eindklassement GP de Ciclismo de Torres Vedras
Proloog en 2e etappe Ronde van Portugal van de Toekomst
Eindklassement Ronde van Portugal van de Toekomst
5e etappe Ronde van Portugal
1999
4e etappe GP de Ciclismo de Torres Vedras
2000
4e etappe Ronde van Asturië
Eindklassement GP Portugal Telecom
5e etappe Ronde van Algarve
2001
 Portugees kampioen tijdrijden, elite
3e etappe Ronde van Algarve
2003
5e etappe Ronde van Duitsland
2004
4e etappe Ronde van Frankrijk (ploegentijdrit)
2005
4e etappe Ronde van Frankrijk (ploegentijdrit)

## Resultaten in voornaamste wedstrijden
| Jaar | Ronde van Italië | Ronde van Frankrijk | Ronde van Spanje |
| ---- | ---------------- | ------------------- | ---------------- |
| 1996 |                  |                     | opgave           |
| 1997 |                  |                     | opgave           |
| 2001 | 5e               |                     |                  |
| 2002 |                  | 6e                  | 34e              |
| 2003 |                  | 26e                 | opgave           |
| 2004 |                  | 5e                  |                  |
| 2005 |                  | 30e                 | opgave           |
| 2006 |                  | 18e                 |                  |

| Jaar | Milaan-San Remo | Amstel Gold Race | Luik-Bast.‑Luik | Waalse Pijl |  | Wereldranglijsten |
| ---- | --------------- | ---------------- | --------------- | ----------- |  | ----------------- |
| 1996 |                 |                  |                 |             |  |                   |
| 1997 |                 |                  |                 |             |  |                   |
| 2001 | 94e             |                  | 57e             | 33e         |  |                   |
| 2002 |                 |                  | 35e             | 5e          |  |                   |
| 2003 |                 | 96e              | 72e             | 57e         |  |                   |
| 2004 |                 | 31e              | 59e             | 28e         |  |                   |
| 2005 |                 |                  |                 |             |  |                   |
| 2006 |                 | 54e              | 74e             | 47e         |  | 46e (UPT)         |

## Ploegen
- 1994 –  Recer-Boavista
- 1995 –  Recer-Boavista
- 1996 –  Maia-Jumbo-Cin
- 1997 –  Maia-Cin
- 1998 –  Maia-Cin
- 1999 –  Maia-Cin
- 2000 –  Maia-Cin
- 2001 –  ONCE-Eroski
- 2002 –  ONCE-Eroski
- 2003 –  ONCE-Eroski
- 2004 –  US Postal Service-Berry Floor
- 2005 –  Discovery Channel
- 2006 –  Discovery Channel Pro Cycling Team
- 2007 –  Sport Lisboa e Benfica
- 2008 –  Benfica-Lagos-Sagres

Wielerploegen van José Azevedo
Andrle ·
Arroyo ·
Azevedo ·
G. Beloki ·
J. Beloki ·
Díaz ·
Florencio ·
García ·
González ·
Á. González de Galdeano ·
I. González de Galdeano ·
Gutiérrez ·
Hruška · 
Jaksche ·
Lejarreta ·
Nozal ·
Olano ·
Parra ·
Peña ·
Pradera ·
Rodríguez ·
Sastre ·
Serrano ·
Zarrabeitia
Andrle ·
Arroyo ·
Azevedo ·
G. Beloki ·
J. Beloki ·
Caruso ·
Castresana ·
Díaz ·
Florencio ·
Á. González de Galdeano ·
I. González de Galdeano ·
Gonzalez ·
Hruška · 
Jaksche ·
Nozal ·
Olano ·
Parra ·
Pradera ·
Rodríguez ·
Serrano ·
Zarrabeitia ·
Contador (stagiair)
Andrle ·
Arroyo ·
Azevedo ·
G. Beloki ·
J. Beloki ·
Caruso ·
Castresana ·
Contador ·
Davis ·
Díaz ·
Florencio ·
Gil ·
Á. González de Galdeano ·
I. González de Galdeano ·
Gonzalez ·
Hruška · 
Jaksche ·
Nozal ·
Pradera ·
Rodríguez ·
Serrano ·
Vicioso ·
Zarrabeitia ·
Grau (stagiair) ·
Sánchez (stagiair)
Armstrong ·
Azevedo ·
Barry ·
Beltrán · 
Creed ·
Cruz ·
Devolder ·
Hesjedal ·
Hincapie ·
Jekimov     · 
Joachim ·
Kluck · 
Labbe ·
Landis · 
McCarty ·
Michajlov · 
Noval ·
Padrnos ·
Peña ·
Rincón ·
Rubiera ·
Van den Broeck ·
van Heeswijk ·
Ventura ·
Zabriskie
Armstrong (tot 31/07) ·
Azevedo ·
Barry ·
Beltrán · 
Beppu ·
Bileka · 
Brajkovič ·
Creed ·
Cruz ·
Danielson ·
Devolder ·
Hammond ·
Hesjedal ·
Hincapie ·
Hoste · 
Jekimov   · 
Joachim ·
McCartney ·
McCarty ·
Michajlov · 
Noval ·
Padrnos ·
Popovytsj · 
Roulston ·
Rubiera ·
Savoldelli ·
Van den Broeck ·
van Heeswijk
Azevedo ·
Barry ·
Beltrán · 
Beppu ·
Bileka · 
Brajkovič ·
Danielson ·
Devolder ·
Goesev ·
Hammond ·
Hincapie ·
Hoste · 
Jekimov   ·
Joachim ·
Lowe · 
Martínez ·
McCartney ·
Michajlov · 
Noval ·
Padrnos ·
Popovytsj · 
Rubiera ·
Savoldelli ·
Smith ·
Van den Broeck ·
Van Goolen ·
van Heeswijk ·
White
Azevedo · Benítez · Castanheira · Costa · Lavarinhas · Lopes · Miranda · Ortega · Pecharroman · Petrov · Pradera · Ribeiro · Sancho · Silva
Antunes · Azevedo · Barbosa · Benítez · Castanheira · M. Costa · R. Costa · Lopes · Mendes · Miranda · Petrov · Pinto · Plaza · Pradera · B. Sancho · H. Sancho